# Рут Денис
„Рут Денис“ (на английски: Ruth Dennis) е американски късометражен ням филм от 1894 година на режисьора Уилям Кенеди Диксън с участието на актрисата, танцьорка и хореограф Рут Ст. Денис, заснет в студиото Блек Мария при лабораториите на Томас Едисън в Ню Джърси.

## Сюжет
Рут Денис (Рут Ст. Денис) демонстрира пред камерата колко високо може да си вдигне крака, твърдейки, че е световна шампионка в това отношение.

## В ролите
- Рут Ст. Денис като Рут Денис[3]